# Mega Man ZX
Mega Man ZX (Rockman ZX (ロックマンゼクス) au Japon) est un jeu d'action-plates-formes développé par Inti Creates et édité par Capcom en 2007 sur Nintendo DS,,,,.

## Trame
Le jeu met en scène Vent (ou Aile, selon le choix du joueur), un jeune homme effectuant des livraisons avec son chef, Giro. Durant l'une d'entre elles, ils sont attaqués par une troupe de Maverick et Vent chute du haut d'une falaise avec une partie de la cargaison. À son réveil, il tombe nez à nez avec Prairie, celle à qui la livraison était destinée. Attaqué par un serpent géant, le groupe sera sauvé in extremis par Vent, fusionnant avec le contenu de la cargaison: le biometal X.

## Système de jeu
Contrairement aux jeux de la série Mega Man Zero, Mega Man ZX ne permet pas aux armes d'évoluer, mais le fait de pouvoir changer de biométal compense cette perte. En effet, au fur et à mesure de l'aventure, le personnage pourra acquérir d'autres biométaux, sept au total, et utiliser leurs pouvoirs, indispensables tant pour avancer dans l'histoire que pour se frayer un chemin parmi les hordes d'ennemis rencontrées. Toujours sensibles à certains pouvoirs, les boss possèdent aussi une partie du corps "faible" (indiquée par des éclats rouges une fois atteinte). Moins vous la toucherez, moins le biometal acquis à la fin du combat souffrira et donc, nécessitera moins de cristaux pour sa réparation, liée à la barre d'énergie du dit biometal. Pour sauvegarder, le joueur devra trouver un transerver, au passage indispensable pour se rendre rapidement dans une région reculée, puisqu'il peut également agir comme un téléporteur. Des quêtes peuvent également être trouvée auprès des personnages non-joueurs, offrant des cristaux en récompense, et parfois même des objets. Les différents biométaux du jeu sont détenus par les boss trouvables dans les missions proposées par le transerver.